# Alta Definició Extrema
Alta Definició Extrema, o XHD (per les seves sigles en anglès: eXtreme High Definition), és un terme creat per nvidia i Dell en el CES 2006 per a emfatitzar el fet de jugar amb ordinadors a més resolució que les resolucions habituals d'Alta definició. Va ser creat com a terme promocional del sistema Quad SLI de nvidia i la pantalla 3007WFP de Dell.
Segons nvidia això s'assoleix amb una o dues connexions DVI enllaçades. Aquest major amplada de banda permet a les targetes aconseguir una resolució màxima de 2560 x 1600. Les resolucions 1920 x 1200 i 1680 x 1050 també són classificades com XHD, encara que no compleixen la publicitat 4x1080i (quadruple que 1080i) / 2x1080p (el doble que 1080p) anunciats a la pàgina oficial.

Llista de processadors gràfics amb suport DVI dual o doble-dual:
| Processador gràfic                | Suport dual-dual-Link-DVI | Suport dual-Link-DVI |
| --------------------------------- | ------------------------- | -------------------- |
| GeForce 7900 GTX                  | Sí                        |                      |
| GeForce 7900 GT                   | Sí                        |                      |
| GeForce 7600 GT                   |                           | Sí                   |
| GeForce 7800 GTX 512              |                           | Sí                   |
| GeForce 7800 GTX                  |                           | Sí                   |
| GeForce 7800 GT                   |                           | Sí                   |
| GeForce 7800 GT Mac Edition       |                           | Sí                   |
| GeForce 6800 Ultra 512            |                           | Sí                   |
| GeForce 6800 Ultra/GT Mac Edition | Sí                        |                      |
| GeForce 6600 Mac Edition          |                           | Sí                   |
| GeForce 6600 LE Mac Edition       |                           | Sí                   |